# Municipio de West Peoria
El municipio de West Peoria (en inglés: West Peoria Township) es un municipio ubicado en el condado de Peoria en el estado estadounidense de Illinois. En el año 2010 tenía una población de 4458 habitantes y una densidad poblacional de 486,23 personas por km².

## Geografía
El municipio de West Peoria se encuentra ubicado en las coordenadas 40°38′29″N 89°38′8″O / 40.64139, -89.63556. Según la Oficina del Censo de los Estados Unidos, el municipio tiene una superficie total de 9.17 km², de la cual 8,72 km² corresponden a tierra firme y (4,94 %) 0,45 km² es agua.

## Demografía
Según el censo de 2010, había 4458 personas residiendo en el municipio de West Peoria. La densidad de población era de 486,23 hab./km². De los 4458 habitantes, el municipio de West Peoria estaba compuesto por el 79,45 % blancos, el 14,4 % eran afroamericanos, el 0,54 % eran amerindios, el 1,08 % eran asiáticos, el 1,46 % eran de otras razas y el 3,07 % eran de una mezcla de razas. Del total de la población el 2,96 % eran hispanos o latinos de cualquier raza.